# Zen Circus
Zen Circus es un grupo de rock alternativo italiano formado por Andrea Appino, Karim Qqru y Massimiliano Schiavelli. Fue fundado en 1994 en Pisa por Andrea Appino y Marcello Bruzzi. 
El nombre del grupo se formó a partir del nombre de las canciones Zen Arcade y Metal Circus, ambas publicadas por la banda estadounidense de rock Hüsker Dü.